# Grasconho Araldes
Grasconho Araldes (Gasconha, França, C. 1150 -?) foi um nobre medieval nascido na Gasconha e que veio para a Península Ibérica, mais própriamente para o Condado Portucalense com D. Godinho Gasco, chamado "o Velho" a quando da reconquista cristã.

## Biografia
Foi com D. Grasconho Araldes, que veio de Gasconha com D. Godinho Gasco, "o Velho". que é iniciada a história desta família pelo Conde D. Pedro no seu "Livro de Linhagens do conde D. Pedro", documento escrito na Idade Média cerca de 1344 pelo então Pedro Afonso, conde de Barcelos.

## Relações familiares
Foi pai de Mem Grasconho  (Espanha, 1170 -?)